# Stanzach
Stanzach est une commune autrichienne du Tyrol.